# Double Spoiler ～ 東方文花帖

東方文花帖v1.00a的主选单

《Double Spoiler ～ 東方文花帖》为由同人社團上海愛麗絲幻樂團制作的弹幕射击游戏，为东方Project系列的第12.5作。

## 概要
本作发布于第七次博丽神社例大祭（2010年3月14日），为《東方文花帖 ～ Shoot the Bullet.》的续作，增加自9.5作以来新增加的人物。除外，自机除了原有的射命丸文外，达到某些条件还可以使用新自机姬海棠果。而且关卡内容得到了丰富，实现了ZUN在前一部文花帖中提到增加更多的关卡的承诺。

## 故事
天狗射命丸文又一次为了编写《文文。新闻》新的新闻报道，游走于幻想乡各处，记录人类和妖怪们的生活……
除外，姬海棠果为能做好其自己所创办的新闻报，试图跟踪文的采访，却发现了文的秘密……

## 系統

和第9.5作一樣，本作的目的仍為拍攝敵機和彈幕。在拍完一張照片後，自機周圍的彈幕會被消除，而且遊戲會對拍攝效果進行評價。

继承与東方文花帖 ～ Shoot the Bullet.一样的游戏模式，以拍摄一定数量敌人和其发出的弹幕的“照片”来完成任务。

### Shoot the Bullet
《文花帖》游戏系列中最為特別的系統，是拍攝敵機和彈幕的一個系統。在拍照之前，必須要讓膠卷的裝填率達至100%方能進行。裝填率會以一定的速定上升，若進入後述的「超精密移動」狀態，將會提升裝填的速度。另外，若果在一次拍照中無法拍到頭目的面貌的話，照片將會被捨去，基於「省去將照片夾在文花帖本」的動作的設定，膠卷裝填率將會即時回復至一定程度，能以較快的速度把膠卷再次裝好。在一次戰鬥中，隨著成功的拍照次數增加，拍照後也能以較高的裝填率再次進行膠卷的補充。
拍照能夠將一定範圍內的彈幕消除，在遊戲中很多時都要用此手法作緊急回避彈幕之用。
若果成功拍攝到頭目的面貌，將會視為一次成功的拍照，獲得得分。拍照範圍內的敵彈大小、數量或是速度都能決定所得的分數。若能在頭目展開持續時間極短的魔法陣時對之拍照，取得的分數會更高。還有各種因素，如頭目是否靠近鏡頭中央、自機距離頭目的距離等，都會決定帶來的額外得分等。（詳細請見後述照片的額外加分條）

### 照相鏡頭模式
在裝填率100%時按下攝影鍵，即會進入稱為「照相鏡頭模式」（ファインダーモード）的狀態。在這個狀態下方向鍵的操作會從自機的移動變為照相機的操作，自機在此時無法移動。另外，在照相鏡頭模式中，遊戲中事物的速度會變慢。在自機遠離頭目的情況下，可透過操作照相機以對準頭目。不過，攝影範圍會隨時間縮小，若在按下攝影鍵一段時間也不放，使範圍縮至一定程度的話，膠卷將會曝光，需要重新再裝填膠卷。

### 低速移動
按下低速移動鍵時，除了自機會出現命點以及減慢移動速度以外，鏡頭更會對準頭目，聚焦也比高速移動或超精密移動更接近頭目。

### 超精密移動
同時按下攝影鍵和低速移動鍵的話，將會進入比低速移動更低移動速度的「超精密移動」模式。由於在設定中，文會在此模式高速裝填膠卷，所以在此狀態下裝填率的上升速度會變得更高。

### 等級（LEVEL）與場景（SCENE）
- 各個場景（關卡）都會有規定的拍照次數，並要在限定時間內達成目標。即使成功拍得一定照片，若拍到的彈幕（得分）太少，也就不能作為報道，無法看到固有的評語，仍然會視作失敗。有些固有評語需要重複挑戰某一場景才能出現。當完成一個場景時，在該場景上會有標誌表示已完成。
- 在開放下一個等級的條件上，如果完成一個等級中一定數量的場景，或總共完成的場景達至一定數量，將能成功開放挑戰下一等級的場景。
- Miss的時候將直接視作失敗，必須重新來過，不存在續關的概念。

### 照片的額外加分
和文花帖一样，分數的高低，原則上是取決於所照到的彈幕多寡，但還有一些額外加分系統會左右拍攝的分數高低，敘述如下：
- BOSS SHOT：照到頭目的加乘比例，頭目越在照片中間，加乘越高，最高加乘2倍。
- SELF SHOT：照片只照到自機，只在失敗的照片出現，只有一種加乘比例1.2倍。
- CLEAR SHOT：照片照到完整的頭目且未受到子彈的遮蔽，只有加600分一種。
- SOLO SHOT：照片只照到頭目且無照到自機以及任何子彈，只有加100分一種。
- FRONT SHOT：自機拍照時，位於頭目面向的前方位置，只有加100分一種。
- SIDE SHOT：自機拍照時，位於頭目面向的兩旁位置，只有加200分一種。
- BACK SHOT：自機拍照時，位於頭目面向的後方位置，只有加300分一種。
- TWO　SHOT：照片出現頭目跟自機的加乘比例，只有一種比例1.5倍。
- NICE SHOT：只要出現特殊音效和紅色與藍色魔法陣的瞬間照到它及BOSS就會出現的額外加乘比例，拍到的魔法陣越大分數加乘比例越高，最多加乘1.5倍。
- RISK SHOT：只要在擦彈時拍照就會出現的額外加分，擦彈越多，該額外加分就越多，最多加2000分。
- MACRO BONUS：與頭目的距離，距離越近，加分越多，最多加1000分。
- CAT SHOT：照片照到火焰貓 燐在貓的型態時才有的獎勵，在關卡8-1和8-7一定會拿到,其他關卡一定拿不到，只有加666分一種。
- RED SHOT：特有的紅色彈幕額外加分，並非單照到紅色彈幕就有這種額外加分，必須要視BOSS特質才會出現。除了RED SHOT以外，也有其他不同種類的彈幕加分，目前已確認有：BLUE SHOT、ORANGE SHOT、GREEN SHOT、PURPLE SHOT、RAINBOW SHOT、COLORFUL SHOT、CYAN SHOT。最多加到2100分（僅限RAINBOW SHOT和COLORFUL SHOT）。
- ANGLE BONUS：照相時自機和boss的連線對相片長邊的夾角,0度是1.00,90度是最大值。最多加乘1.30倍(文)或是1.70倍(はたて)。

## 登場角色

### 自機角色

#### 射命丸 文
），Shameimaru Aya
本作主角，幻想乡的文库，报章《文文。新聞》的编辑。为了搜集到足够的题材，于是出发前往幻想乡各地挑战不同的人类和妖怪，进行弹幕的拍摄。

#### 姬海棠 果
，Himekaidou Hatate
種族：鴉天狗
能力：使用念寫的能力
別名：
- 　菜鳥對抗記者（《DS文花帖》遊戲關卡）
- 　當代的念寫記者（《DS文花帖》的omake.txt文檔）

登場：
- 《DS文花帖》射命丸文路線 Spoiler難度頭目，亦是該作全通關之後開放的可用角色
- 《求聞口授》出現過她的《花果子念報》
- 《心綺樓》觀眾
- 《彈幕天邪鬼》六日目頭目
- 《天空璋》結局

和射命丸文一樣都是天狗的攝影記者，會使用“念寫”的能力撰寫新聞。所謂“念寫”，就是在相機中輸入一定的關鍵字，就會出現與其相關的照片的能力。因爲有這種能力，極不需要出門即可採寫新聞。另外，念寫下著照片會原形畢露，妖怪使用變身的妖術是沒用的。
她有一家名為《花果子念报》的報紙，但由於在新聞的時效性與新鮮感等方面存在問題，因此沒有什麽人氣。於是她著眼於射命丸文的，決定跟蹤文採訪新聞的過程，來學習更快速採集新聞的方法，卻無意發現文所謂的採寫新聞，其實就是在引發新聞而已。
《花果子念報》逐漸變成類似副刊的報紙，橫式書寫方向，內容大多是最近流行的事物或是一些輕鬆的訪談軼事。

### 頭目角色
| LEVEL         | 登場人物名    | 撮影主题名                 |
| ------------- | ------------- | -------------------------- |
| LEVEL 1       | 秋 穰子       | 带着甘甜芳香的神           |
| LEVEL 1       | 秋 静葉       | 带着痛苦的红雨             |
| LEVEL 2       | 水橋 帕露希   | 绿眼的怪物                 |
| LEVEL 2       | 鍵山 雛       | 集厄大师                   |
| LEVEL 3       | 黑谷 山女     | 悄悄逼近的恐怖气氛         |
| LEVEL 3       | 多多良 小傘   | 可怜的非法抛弃物           |
| LEVEL 3       | 琪斯美        | 秋天里的食人者             |
| LEVEL 4       | 河城 荷取     | 水棲的技术师               |
| LEVEL 4       | 犬走 椛       | 山上的超自然物             |
| LEVEL 5       | 雲居 一輪     | 空中之花与老人             |
| LEVEL 5       | 村紗 水蜜     | 凄惨的大海                 |
| LEVEL 6       | 星熊 勇儀     | 破灭的金刚力               |
| LEVEL 6       | 伊吹 萃香     | 自由奔放的老将             |
| LEVEL 7       | 寅丸 星       | 妖怪的麻雀变凤凰           |
| LEVEL 7       | 娜玆琳        | 平凡的探金棒               |
| LEVEL 8       | 火焰猫 燐     | 尸体导游                   |
| LEVEL 8       | 靈烏路 空     | 地底的太阳                 |
| LEVEL 9       | 古明地 觉     | 所有人的心病               |
| LEVEL 9       | 古明地 恋     | 什么都不想的人             |
| LEVEL 10      | 比那名居 天子 | 有顶天的大小姐             |
| LEVEL 10      | 永江 衣玖     | 在空中飞翔的稀有物         |
| LEVEL 11      | 八坂 神奈子   | 喜爱山的神                 |
| LEVEL 11      | 洩矢 諏訪子   | 两栖类的神                 |
| LEVEL 12      | 聖 白蓮       | 努力的僧侶                 |
| LEVEL 12      | 封獣 鵺       | 或虎或鳥的家伙             |
| LEVEL Ex      | 博麗 靈夢     | 在空中飞翔的不可思议的巫女 |
| LEVEL Ex      | 霧雨 魔理沙   | 普通的魔法使               |
| LEVEL Ex      | 東風谷 早苗   | 现代的现人神               |
| LEVEL SPOILER | 姬海棠 果     | SPOILER初始記者            |
| LEVEL SPOILER | 射命丸 文     | 捏造新闻的记者             |

## 附注
1. ↑  EX关卡通关3关以上+全关卡过关总和58关以上开启SP关卡。
2. ↑  根據《DS文花帖》的角色設定.txt中的介紹

## 外部連結
- ZUN制作12.5作的消息（页面存档备份，存于）